# Molly Shoichet
Molly S. Shoichet (née en 1965 à Toronto) est une chimiste et professeure de génie biomédical canadienne. Elle travaille à l'Université de Toronto depuis 1995. Elle est membre de l'Association américaine pour l'avancement des sciences et de la Société royale du Canada. Elle a reçu le prix L'Oréal-Unesco pour les femmes et la science en 2015 pour le développement de nouveaux matériaux pour la régénération du tissu nerveux et pour une nouvelle méthode de diffusion de produits bio-thérapeutiques dans le système nerveux central,,.

## Biographie
Shoichet obtient son baccalauréat en chimie au Massachusetts Institute of Technology en 1987, et son doctorat en sciences et génie des polymères à l'Université du  Massachusetts à Amherst en 1992. Après son doctorat, Shoichet travaille trois années à la compagnie CytoTherapeutics Inc. Ensuite elle devient professeure à l'Université de Toronto en 1995, et elle est promue au rang de professeur titulaire en 2004.
Ses recherches sont au domaine des polymères pour l'administration des médicaments et la régénération des tissus. Les méthodes de son laboratoire emploient un gel pour l'administration des médicaments à un endroit particulier au système nerveux central et pour contourner la barrière hémato-encéphalique. Les médicaments ainsi administrés comprennent les médicaments de la chimiothérapie, ainsi que les agents pour ralentir ou défaire les dommages à la suite d'un accident vasculaire cérébral. Cette méthode de livraison est aussi à l'essai avec des cellules souche. Les essais incluent l'emploi des hydrogels qui livrent des cellules souches aux rétines hors fonction. Ces hydrogels sont construits pour être faciles à injecter au tissu, et ils forment ensuite un échafaud pour la croissance des cellules dans la forme tridimensionnelle appropriée.
En 2017 elle est lauréate du prix Killam en ingénierie pour son travail sur l’administration ciblée de médicaments ainsi que la régénération des tissus.
En novembre 2017, Shoichet est nommée la première scientifique en chef de la province d'Ontario par le gouvernement de Kathleen Wynne. En juillet 2018 cependant, le nouveau gouvernement conservateur de Doug Ford abolit le poste de scientifique en chef et renvoie Shoichet.
En novembre 2020, Shoichet reçoit la médaille d'or Gerhard-Herzberg pour la création d'hydrogels qui imitent les tissus humains, substances polymères qui permettent « aux cellules de se développer en trois dimensions comme elles le font dans le corps humain plutôt qu’en deux dimensions comme elles le font généralement dans les boîtes de Petri ». La médaille est dotée d'un prix d'un million de dollars canadiens, montant que la scientifique pourra allouer à n'importe quel projet de recherche. Elle collabore également à la mise au point d'un hydrogel capable de diffuser un anesthésique à action prolongée qui pourrait être utilisé comme substitut aux opioïdes, substances qui créent souvent des dépendances.